# Borgeous
Borgeous stilizzato BORGEOUS, pseudonimo di John James Borger Jr. (Miami, ...), è un disc jockey e produttore discografico statunitense.

## Carriera
Ha raggiunto il successo nel 2013 con il singolo Tsunami in collaborazione con il duo musicale canadese DVBBS. Il singolo ha raggiunto la 1ª posizione nei Paesi Bassi, Regno Unito e Belgio.
Nel 2014 occupa l'87ª posizione nella classifica Top 100 DJ Mag stilata dalla rivista DJ Mag.
Il 12 agosto 2016 pubblica il suo album di debutto 13.

## Discografia

### Album in studio
- 2013 – 13

### EP
- 2018 – Dear Me,
- 2019 – Lights Out
- 2020 – Indica Eyes (con Jared Watson)
- 2020 – Unreleased Sessions, Vol. 1

### Singoli
- 2013 – Tsunami (con DVBBS)
- 2013 – Stampede (con DVBBS e Dimitri Vegas & Like Mike)
- 2014 – Invincible
- 2014 – Tsunami (Jump) (con DVBBS feat. Tinie Tempah)
- 2014 – Celebration
- 2014 – Wildfire
- 2014 – Beast (con Thomas Gold)
- 2014 – Breathe
- 2014 – Break The House (con Tony Junior)
- 2014 – Tutankhamun (con Dzeko & Torres)
- 2014 – Toast (feat. Whoo Kid, Waka Flocka e Wiz Khalifa)
- 2015 – This Could Be Love (con Shaun Frank feat. Delaney Jane)
- 2015 – They Don't Know Us
- 2015 – Big Bang (con David Solano)
- 2015 – Zero Gravity (feat. Lights)
- 2015 – Lovestruck (con Mike Hawkins)
- 2015 – Machi (con Ryos)
- 2015 – Souls (feat. M.Bronx)
- 2015 – Sins
- 2015 – Yesterday (con Zaeden)
- 2016 – Ride It (con Rvssian e M.R.I. feat. Sean Paul)
- 2016 – Wanna Lose You (con tyDi)
- 2016 – Savage (con Riggi & Piros and Lil Jon)
- 2016 – Lost & Found (con 7 Skies feat. Neon Hitch)
- 2016 – Going Under (con Loud Luxury)
- 2016 – Miracle (con BRKLYN feat. Lenachka)
- 2016 – Young in Love (feat. Karmin)
- 2017 – Over the Edge (con tyDi feat. Dia Frampton)
- 2017 – Coffee Can Money (con Morten feat. Runaground)
- 2017 – Feel So Good (con Riggi & Piros)
- 2017 – Hold Up (con Morten)
- 2017 – Give Em What They Came For (con Tre Sera featuring Avena Savage)
- 2017 – You
- 2017 – Sweeter Without You (con Taylr Renee)
- 2018 – Making Me Feel
- 2018 – Make Me Yours (con Zack Martino)
- 2018 – Famous (feat. Morgan St. Jean)
- 2018 – Only Love (con Nevve)
- 2019 – Leave (con Jordyn Jones)
- 2019 – Better Anyway (con Runaground)
- 2019 – Alcohol
- 2019 – Nobody
- 2020 – Night & Day
- 2020 – Rescue Me (con Sophie Simmons)
- 2020 – Don't Be Scared
- 2020 – At Midnight
- 2020 – Underground